# Don Lawrence
Donald Southam (Don) Lawrence (Londen, 17 november 1928 - Jevington, 29 december 2003) was een Britse striptekenaar, vooral bekend van de stripreeksen Trigië en Storm.

## Biografie

### Jeugd
Lawrence werd geboren in de Londense buitenwijk East Sheen. Hij was het derde kind van Nellie en Herbert Lawrence. Hij had een twee jaar oudere zus, Pamela, en een vier jaar oudere broer, Raymond.
Na zijn militaire dienst ging hij naar de Borough Poly technic kunstacademie, waar hij een gedegen opleiding kreeg en ook zijn eerste vrouw, Julia Wilson leerde kennen. In het laatste jaar van zijn opleiding ontmoette hij Don Doug Marler, een ex-student die strips tekende voor een kleine uitgeverij. Na deze ontmoeting wist Don Lawrence meteen wat hij wilde worden: striptekenaar. Hij verliet de academie zonder diploma en ging aan de slag bij de Gower Street Studio's.

### Gezinsleven
In 1954 trouwde Don Lawrence met Julia Wilson. Ze kregen vijf kinderen. In 1978 scheidden ze, waarna Lawrence in 1979 hertrouwde met Elisabeth Clunies-Ross.

### Vroege carrière
Na zijn studie werkte Lawrence voor Mick Anglo van de Gower Street Studio's en tekende daar hij samen met Norman Light en Dennis Gifford de sciencefictionstrip Marvelman. Van 1954 tot 1958 tekende hij Davy Crocket, Daniel Boone en was hij verantwoordelijk voor de spin-off Marvelman Family.
Ted Holmes van Amalgamated Press was verrast over de vooruitgang van Don Lawrence' tekenwerk en bood hem een baan aan. Voor Amalgamated Press tekende Lawrence voornamelijk western strips. Zijn bekendste serie uit die tijd is Wells Fargo.
Eind jaren 50 wordt Don Lawrence vertegenwoordigd door het Temple Art Agency. Hierdoor werkte hij aan diverse projecten, zoals Olac de Gladiator (de belevenissen van een gladiator in de Romeinse keizertijd) en Halmar de zoon van de Zeewolf (de avonturen van een jonge Viking).

### De opkomst en ondergang van het keizerrijk Trigië
In 1965 kreeg Don Lawrence een aanbieding van uitgeverij IPC om op de scenario's van Mike Butterworth "De Opkomst en Ondergang van het Keizerrijk Trigië" te tekenen. Trigië betekende de grote doorbraak voor Don Lawrence. Tien jaar lang tekende hij redelijk anoniem de avonturen van Trigo, Janno en Perik. Op een Londense stripbeurs in 1976 kwam hij er echter achter dat zijn werk wereldberoemd was. Lawrence vroeg zijn uitgever een flinke salarisverhoging. Dit leidde tot een ernstig conflict waarna hij ontslag nam. In totaal heeft Don Lawrence 46 afleveringen van de strip getekend.

### Storm
Via zijn agentschap kwam Don Lawrence in contact met het stripblad Eppo. Samen met Martin Lodewijk (bekend van Agent 327 en toenmalig redactielid van Eppo) mocht Don Lawrence een nieuwe sciencefictionserie gaan opzetten. De eerste poging werd afgekeurd door de redactie van Eppo, waarop Martin Lodewijk en Don Lawrence opnieuw aan de slag gingen. Het resultaat - op scenario van Philip Dunn - was Storm, waarvan de eerste aflevering in nummer 11 van Eppo uit 1977 te lezen valt. Don Lawrence heeft meer dan 25 jaar aan Storm gewerkt en heeft in totaal 22 delen getekend. Het afgekeurde deel is later als deel 0 (de special "Commandant Grek") toegevoegd aan de reeks. Voor één verhaal ("De sluimerende dood") schreef hij zelf het scenario.
Naast Martin Lodewijk en Philip Dunn hebben Dick Matena en Kelvin Gosnell ook diverse delen geschreven.
Na het overlijden van Don Lawrence stopte de serie, om in 2007 nieuw leven ingeblazen te krijgen met opnieuw Martin Lodewijk als scenarist en Romano Molenaar en Jorg de Vos als tekenaars.
In de tussenliggende periode werd er een nieuwe serie uitgegeven: 'Kronieken van de tussentijd". Deze serie bestaat uit vier delen.

### Illustraties
Behalve strips maakte Don Lawrence ook illustraties voor verschillende Engelse en Nederlandse tijdschriften, waaronder Essef, Sjors, Eppo en Kijk.

### Overlijden
In 1995 verloor Don Lawrence het gezichtsvermogen aan zijn rechteroog. Desondanks bleef hij werken aan Storm, maar na "De Armageddon Reiziger" ging hij met pensioen. Don Lawrence overleed op 29 december 2003 aan een ernstige longontsteking.
Sinds 2005 is de nalatenschap van Don Lawrence in handen van de Don Lawrence Collection. Zij hebben de rechten op Storm en het bijbehorende archief van uitgeverij Big Balloon overgenomen.

## Stijl
In eerste instantie tekende Don Lawrence zoals de meeste Britse striptekenaars strak lijn-werk in zwart wit. Later is hij ook in half-tone (toevoeging van grijstinten) gaan tekenen. Veel later ging hij in kleur werken; met Trigië zou zijn manier van werken zijn handelsmerk worden. Hij schilderde de pagina's met gouache en water op dik illustratiekarton, direct over de potloodtekening. Hoewel dit een tijdrovend proces is, slaagde hij er in om twee tot drie pagina's per week te produceren. Bij Storm veranderde indeling van de pagina's langzaam van de Britse stijl, met een groot plaatje dat de pagina domineert, naar de Europese stijl, waar de pagina meer gelijkmatig is opgebouwd.

## Prijzen
- IPC prijs als 'beste tekenaar', 1976
- Oeuvreprijs van SSI, 1980
- Grand Prix Spatial van Editions Michel Deligne, 1981
- Gouden Bommel, 1987
- Stripschappenning (voor Storm), 1987
- Stripschapprijs voor totale oeuvre, 1994
- Ridder in de Orde van Oranje-Nassau, 2003